# プロフェッショナル・ダーツ・コーポレイション
プロフェッショナル・ダーツ・コーポレイション (Professional Darts Corporation, (PDC)) は、プロフェッショナル・ダーツ団体の1つである。
1992年、イギリスで設立された。
設立当初の名称は、ワールド・ダーツ・カウンスル (World Darts Council, (WDC)) であり、プロフェッショナル・ダーツ・プレイヤーの中でも最上層のグループが、ブリティッシュ・ダーツ・オーガナイゼイション (BDO) より分離して組織されたのが、始まりである。
現在、イギリスのスポーツ・プロモーターであるエディ・ハーンが、PDCのチェアマンを務めている。
PDCは、毎年行われるPDC ワールド・ダーツ・チャンピオンシップや、UKオープン、ワールド・グランプリ、そして、ワールド・マッチプレイを含む様々なチャンピオンシップを開催し、育て上げてきた。

## 歴史
1980年代後期、タバコを吸い、酒を飲みながらプレイしていたダーツは、テレビ視聴者に与える印象が悪くなり、1988年までには、多くのスポンサーを失い、1989年には、Embassy ワールド・プロフェッショナル・ダーツ・チャンピオンシップだけが、テレビ放送される唯一のトーナメントとなってしまう。
ダーツ用品製造業者、プレイヤー、マネージャーの中には、この状況を打破せねばと考える者が現れた。
1992年、現役で活躍しているその時点までの全ワールド・チャンピオンら を含む16人のプロフェッショナル・プレイヤーが、ワールド・ダーツ・カウンスル (WDC) を創設した。
彼らが独自に開催するイヴェントは、スポンサーシップが行われたり、テレビ放送されたものもあり、彼らには事が前に進んでいるように思えた。
しかし、BDOは、これが気に入らなかったため、1つに集約された最後のワールド・チャンピオンシップである1993 Embassy ワールド・チャンピオンシップの後、カウンティ・ダーツやスーパー・リーグ、BDOのトーナメント、そして、国際試合への彼らの出場を全て禁止し、この制裁は、彼らが、BDOに忠誠を誓うまで、解かれることはないとした。
また、他のプレイヤーにも、彼らとプレイしたならば、たとえチャリティーであろうとも、彼らと同様の処置をとると脅しをかけた。

### トムリン・オーダー
WDCのプレイヤーは、この問題を法廷に持ち込んだが、長期化する法的手続きにおいて、負担しきれないような莫大なコストが、発生した。
両団体は、1997年7月30日、トムリン・オーダーの形で、示談解決に達する。
1. この目録は、BDOが開催され、インペリアル・タバコがスポンサーシップを行うEmbassy ワールド・プロフェッショナル・チャンピオンシップ (the Embassy) と、WDCが開催し、Sky Televisionが放送するSky ワールド・チャンピオンシップ (the Sky) に適用される。これは、他のどのイヴェントにも適用されない。
2. 同時期に行われるthe Skyとthe Embassyの両方に参加することは、できない。
3. the Sky、またはthe Embassyが行われる前の12カ月以内に、これらの大会の一方に参加する意志を示す書類に署名したものは、もう一方の大会に参加申込をしたり参加してはならず、また、その書類が指示する大会への参加が求められる場合がある。
4. the Skyとthe Embassyを除いた全ての大会における参戦の前提条件として、または、WPDPAやBDOのメンバーシップの前提条件として、この目録における段落3で言及されている類いの書類への署名を義務付けられることはない。
5. 1998年1月より、毎年Embassyの上位16名と17位から32位の自国のプレイヤー、そして、毎年Skyの上位16名のプレイヤーは、翌年のもう一方に参加申込が、できない。
6. 通常の実施上の懲戒規定やおのおののトーナメントにおける試合のルールによるものでなければ、上記以外にプレイヤーは、更なる制約を課されない。
7. 事前の契約上の義務を考慮し、この目録は、2001年のthe Skyの終了後まで後に述べるプレイヤーには適用されず、WDCは、彼らに現存する契約上の制約を課す場合がある: ボブ・アンダーソン、エリック・ブリストウ、キース・デラー、ジョン・ロウ、デニス・プリーストリー、フィル・テイラー。

これで、全プレイヤーが、WDCとBDO (WDF) のどちらのトーナメントでも参加できるようになったはずであるが、後にBDOは、ワールド・チャンピオンシップ以外の自身のトーナメントの参加条件にプロフェッショナル・ダーツ・プレイヤーズ・アソシエイション (PDPA) のメンバーでないことを加え、PDCは、PDPAのメンバーであることを加えるようになる (ただし、PDCのイギリス以外でのイヴェントは、イギリス人以外ならPDPAのメンバーでなくとも参加できる) 。
また、WDFのメンバーが開催するオープン・イヴェントでは、チャンピオンがPDPAのメンバーであったりするものがある。
また、段落5で、一方のトーナメントにおける上位入賞プレイヤーは、翌年もう一方に参加できなくなるはずである。
しかし、レイモンド・ファン・バルネフェルトは、2006 BDO ワールド・チャンピオンシップの決勝に進出した後、数週間の内にPDCに移籍し、2007 PDC ワールド・チャンピオンシップでプレイした。
これは、彼にとって最後となるBDO ワールド・チャンピオンシップの後、ただちにその年のPDC ワールド・チャンピオンシップにおいてプレイできるよう、彼は、BDOと契約の条項を取り決めていたからである。
2007 BDO ワールド・チャンピオンシップの後、イェレ・クラーセンが、PDCに移籍すると発表したときは、大きな論争が起こった。
BDO ワールド・チャンピオンとして、彼は、2006年に、BDO ワールド・チャンピオンシップへ3年間出場するとの契約を交わしていた (そもそも、このような契約を結ばせることは、段落6に違反する) 。
BDOは、契約違反で法的行動を起こすと脅したが、以前の損害と他の訴訟事件によるコストを考えると、何らかの手段が、プレイヤーの契約とトムリン・オーダーに関して、今後も取られることは、なさそうである。
他にも、2007年の準決勝出場者であるマーヴィン・キングの例がある。
逆に、PDCのトップ・プレイヤーが、BDOに移籍した例は、PDCの賞金がBDOの賞金より低い頃から存在せず、このような論争は起こっていない。
また、この示談時に、WDCは、プロフェッショナル・ダーツ・コーポレイション (Professional Darts Corporation) と改名する。
各団体について、アメリカ合衆国におけるWDFのメンバーであるアメリカン・ダーツ・オーガニゼイション (ADO) のウェブサイトでは、WDFは、世界的なダーツの統治団体であり、BDOは、イギリスにおけるWDFのメンバーであり、PDCは、世界的なプロフェッショナルのダーツ団体であると、記されている) 。

## テレビ放送
イギリスにおいて、1989年には、たった1つとなってしまったダーツのテレビ放送だが、現在、多くのダーツ・トーナメントが、放送されている。
近年は、Sky Sportsの放送は、全試合HD放送を行っている
また、注目度が高いトーナメントの一部は、3D放送も同時に行われている。
テレビ放送される試合は、PDCtvでもインターネット放送されているため、世界中で試合の生中継とハイライトが、観戦できる。
以下では、イギリスでの状況を中心に解説する。

### Sky Sports
1992年、Anglia Televisionで放送されたWDC初のテレビ中継イヴェントであるUKマスターズに続いて、衛星放送のSky Sportsは、毎年3つのPDCトーナメントを独占的に放送する事を契約した。
このチャネルは、資本を活かし、放送がより面白なるたくさんの新しい技術を導入した。
BDO ワールド・チャンピオンシップと異なり、BBC Twoのような一般的娯楽チャンネルで放送するのではなく、Skyは、スポーツ専門チャネルで放送し、このチャネルは、PDCの全試合の放送を決定した。
生放送のダーツの試合を1日に10時間以上やるなど、稀なことである。
ブリティッシュ・ダーツ・オーガナイゼイションのイヴェントは、最近はBBCが、視聴者がより多くの生放送の試合を見られるよう双方向番組を増やしているものの、当時は、厳選された試合であったり、ハイライトであったりと、限られた放送となっていた。
Skyは、広告のある加入チャネルなので、CMが、おのおののセットの後に、入れられる。
この間、プラネット・ファンクの2000年に発売したシングル "Chase The Sun" が、観客席に流れる。
これは、ダーツ・ファンの中では、カルト・トラックとなり、コマーシャル・ブレイク中、この曲に合わせて踊る観客の光景が、よく見られる。
Sky Sportsの放映するPDCのイヴェントは、イギリスやアイルランドだけではなく、オーストラリアやドイツ、ハンガリー、日本、オランダ、シンガポール、南アフリカ、アメリカ合衆国、そして、インドでも放送されている。
Sky Sportsが放送するトーナメントは、以下の通りである。
現在放送しているトーナメント
- PDC ワールド・ダーツ・チャンピオンシップ (放送: 3D, HD, ND)
- プレミア・リーグ・ダーツ  (放送: 3D, HD, ND)
- UKオープン (放送: HD, ND)
- ワールド・グランプリ (放送: HD, ND)
- ワールド・マッチプレイ (放送: HD, ND)
- グランド・スラム・オヴ・ダーツ (未放送)
- PDC ワールド・カップ・オヴ・ダーツ (放送: HD, ND)
- PDC ウィメンズ・ワールド・チャンピオンシップ (決勝のみ) (放送: HD, ND)
- PDC アンダー21・ワールド・チャンピオンシップ (決勝のみ) (放送: 3D, HD, ND)

過去に放送していたトーナメント
- ラスベガス・デザート・クラシック (トーナメント自体が終了) (放送: HD, ND)

#### カメラ
Sky Sportsは、このスポーツを放送するためにたくさんのカメラを導入した。
これらの多くの取り組みは、他の放送局にも模倣されるようになる。
ユニークなフライト・カムズは、時として驚く結果となる空中を飛ぶダーツの軌道をスロウ・モウションで映し出す。
小型カメラも、ダーツボードの最もよく狙われるダブルの1つであるD16付近に埋め込まれ、ボードにダーツが投げ込まれる様子を映し出している。
また、Sky Sportsは、プレイヤー・カメラも使ったことがある。
小さなカメラをデニス・プリーストリーのシャツに取り付け、彼がプレイ中、どのように見えるかを捉えた。
他の場所では、フローティング・ヴィデオ・カメラが、観客の様子を捉えている。
観客は、しばしばプレイヤーに関するお決まりの駄洒落が書いてあったりするユーモアのあるプラカードを掲げていたり、サッカーの観客のように並外れて元気で大きな声で応援したりする。
サポーターには、フェイス・ペインティングを施したり、お気に入りのプレイヤーのコスプレをしたり、ニックネイムのついた服を着たりしている者もいる。
プレイヤーの伴侶もカメラに写され、プレイヤーへの応援や金切り声を上げている様子が、映されている。
2005年の1月に、Sky 1は、ダーツ・プレイヤーの妻とその関係に焦点を当てたDarts Players' Wivesと名付けられた番組の放送を行った。
2008年12月、Skyは、ラスベガス・デザート・クラシックをHD放送を開始した (2009年のラスベガス・デザート・クラシックの決勝を除く) 。
現在、放送は全てSky Sportsの放送は、全てHD放送と通常放送が同時に行われている。
また、2010年7月のワールド・マッチプレイの準決勝と決勝を、イギリスとアイルランドにおいて約1,000の契約戸数のある3Dで行った。
このことで、ダーツは、3D放送された5番目のスポーツとなる。
また、ワールド・マッチプレイを皮切りに、ワールド・チャンピオンシップやプレミア・リーグなどの一部も、3D放送も同時に行われるようになった。

#### コメンテイター
ジョン・グウェンとデイヴ・レァニングは、1992年に行われた初開催のトーナメントから、全てのPDCのイヴェントを放送してきたコメンテイターである。
大方の予想とは裏腹に、長期に渡ってBBCのダーツ・コメンテイターをしているシド・ワデルは、1994 BDO ワールド・チャンピオンシップが終わるまで、Skyに鞍替えすることはなかった。
ストゥーアト・パイクは、2003年にこのチームに入った。
他のコメンテイターには、ナイジェル・ピアスンや、ロッド・スタッド、そして、元プレイヤーのロッド・ハリントンと5回ワールド・チャンピオンに輝いたエリック・ブリストウがいる。
ジェフ・ステリングは、Sky Sportsにおけるダーツ放送の最初のプレゼンターであったが、現在、デイヴ・クラークが多くのイヴェントのプレゼンターを務めている。
それに加え、2005 プレミア・リーグ・ダーツでは、ゲァリー・ニューブンが指揮を執った。

### ITV
PDCは、2007年にITVと、2007年に初開催となるグランド・スラム・オヴ・ダーツと2009年に初開催となるプレイヤーズ・チャンピオンシップの3年間契約をした。
これらの試合は、ITV4で生放送されるとともに、ITV1でもハイライトで放送された。
ITVは、Sky Sportsと同じく広告チャネルであり、コマーシャル・ブレイクが、4レッグズごとに入れられる。
ザ・フラテリスが2006年に発売したシングル "Chelsea Dagger" が、ITVのCM中に流れる。
しかし、グランド・スラムは、2011年から、Sky Sportsでの放送となり、プレイヤーズ・チャンピオンシップ・ファイナルズは、PDCtvのみの放送となったため、現在、ITVでの放送はない。
過去に放送していたトーナメント
- グランド・スラム・オヴ・ダーツ (2007 - 2010)
- プレイヤーズ・チャンピオンシップ・ファイナルズ (2009 - 2010)
- ヨーロピアン・チャンピオンシップ (2008)

#### コメンテイター
ITVのイヴェントは、メァット・スミスが指揮を執り、特集やインタヴューをネッド・ボウルティングが、受け持っている。

### Bravo
Bravoが放送するトーナメントは、以下の通りである。
現在放送しているトーナメント
- ヨーロピアン・チャンピオンシップ (2010 - )

#### コメンテイター
Bravoは、ダーツ放送の指揮にジェイムズ・リチャードスンとデイヴ・ゴーマンを起用している。

### その他のテレビ局

#### Challenge
過去に放送していたトーナメント
- USオープン (2007)

#### Nuts TV
過去に放送していたトーナメント
- USオープン (2008)

## イメージ・アップ
PDCは、若い男女両方の観客に対し、ダーツに関心を持ってもらえるように努めてきた。
BDOは、後からこれらの多くのアイディアを真似することとなる。
年月を経て、政治家や、ミュージシャン、サッカー・プレイヤーや、ボクサー、そして、その他のスポーツ好きの著名人が、PDCのイヴェントに出席するのは、珍しいことではなくなった。
プレイヤーは、スロウイング・ラインに至るまで、ボディ・ガードと女性の付添人を横にして、自分の入場曲が流れる中、対戦へと向かう。
ボクシングやプロレスのように、スモーク・マシーンやパイロテクニクスも、この一流のムードを演出するのに使われる。
舞台において、プレイヤーは、試合中、冷水しか飲まない。
これは、過去、プレイヤーによるアルコールの大量消費によって傷付けられてきたダーツのイメージを改善する意図もあるが、水は脱水症状を防ぐことを目的にもしている。
多くのライトと、鮨詰めされた観客により、気温は、ゲーム中、38℃ (100°F) にもなる。
会場の中では、試合が、大勢の観客によく見えるように、巨大なヴィデオ・スクリーンで中継されている。
今やBDOもヴィデオ・スクリーンを所有しているが、観客がおのおののダーツがどこに刺さったかを示す、彼らの伝統的な電球による"ライト・ボード"の使用も、続けている。

### ニックネイム
ワールド・チャンピオンシップが始まって数年間、最も成功を収めたプレイヤーであるエリック・ブリストウは、彼のシャツの背中にも描かれていた "The Crafty Cockney" というニックネイムを、早くから持っていた。
プロフェッショナル・ダーツ・コーポレイション・サーキットが、ほぼ慣習として全てのダーツ・プレイヤーに異名を提供するようにするまで、ニックネイムを持つプレイヤーは、非常に少なかった。
この慣習は、観客が感情移入できる個性を持った新しい世代のダーツ・プレイヤーを創るのに、役立っている。

#### 例と由来
BスカイBコメンテイターのシド・ワデルが、フィル・テイラーのニックネイムを、ブリストウの愛弟子であることと彼の出身地の両方にちなんで、 "The Crafty Potter" にしようと試みたことがある。
しかし、これは採用されることは無く、後に開催されたSnap!のThe Powerとともに彼が入場してきたトーナメントにおいて、彼のニックネイム "The Power" が、極めて思いがけない形で誕生した。
スコットランド出身のジェイミー・ハーヴェイは、メル・ギブソンの映画、Braveheartから、言葉遊びにより、 "Bravedart" となる。
プレイ中にシャツとネクタイ、そして、ベストを着る唯一のプレイヤーとして、ロッド・ハリントンのニックネイム "Prince of Style" は、生まれた。
もともとは、BDOサーキットからとはなるが、ウェイン・マードルは、カラフルなアロハシャツから、Hawaii Five-Oとダーツのレッグ開始時のスコアである501をかけて、 "Hawaii Five-O-One" となった。
ボブ・アンダーソンは、現在、サマセットのクリーヴダンに住んでいるが、ボブがかつて住んでいたウィルシャーのLimestone Hillsと、彼がカントリーやウェスタン・ミュージックを好きなことにちなんで、 "The Limestone Cowboy" となった。
1回きりのことだが、アンダーソンは、馬に乗ってステージに登場したことも、ある。

## レフリー
PDCのトーナメントを盛り上げるのに欠かせないのが、レフリーの存在である。
特に、ラス・ブレイは、ユニークなコール方法と彼のしゃがれ声によって、世界最高のレフリーとされており、プレイヤーと同様に "The Voice" というニックネイムを持つ。

## 現在のトーナメント
ここ数年、プロフェッショナル・ダーツ・コーポレイションは、毎年行われるイギリスのテレビ放映されるトーナメントを増やし続けてきた。
PDC ワールド・ダーツ・チャンピオンシップ、プレミア・リーグ・ダーツ、UKオープン、ワールド・グランプリ、そして、ワールド・マッチプレイ。
これらは全て、Sky Sportsで生放送されている。
グランド・スラム・オヴ・ダーツは、ITVによって、2007年から放送され、2011年からは、Sky Sportsとなる。
ヨーロピアン・チャンピオンシップは、初回の2008年はITVで放送されたが、2010年はBravoが初めて放送するダーツ・トーナメントとなった。
プレミア・イヴェント時のUSオープンは、2007年は、Challenge、2008年は、Nuts TVによって放送されていた。
これらのイヴェントは、PDPAのメンバーによる予選においても賞金が支払われる (BDOのトーナメントにおける予選では、賞金は支払われない) 。
多くのテレビ放送されるトーナメントは、他の物とは異なる独自のルールを持つ。
このことにより、1つ1つのトーナメントが、特色や個性を持つ結果となっている。

### Paddy Power ワールド・ダーツ・チャンピオンシップ
PDCのワールド・チャンピオンシップは、ダーツにおける最大のトーナメントである。
1994年から2007年まではパーフリートのサーカス・タバーンで12月の末から1月の初頭にかけて行われた。
このトーナメントの賞金総額はどのダーツの競技会よりも高い。
2008年から、このチャンピオンシップの会場は、より大きなアレクサンドラ・パレスに移された。
フィル・テイラーは、初開催からこのトーナメントを支配し続けている。
1994年から2007年の間、14年連続で決勝に進出し続け、通算で14回チャンピオンになり、25回の出場のうち11回しかこのタイトルを落としたことがない。
敗戦の内訳は、決勝が5回、準々決勝が3回、3回戦が1回、2回戦が2回である。また、1995年から2002年までは、8年連続でチャンピオンになっている。
PDC ワールド・チャンピオンシップは、ファン・バルネフェルトの4回、テイラーの2回、そして、パートとプリーストリーのそれぞれ1回、この合計8回のBDO ワールド・チャンピオンシップの優勝を一緒にして扱ってきた。
それゆえ、彼らの功績を記述するとき、しばしばタイトルの数に加えられる。
したがって、それぞれチャンピオンになった回数は、テイラーが16回、ファン・バルネフェルトが5回、パートが3回、プリーストリーが2回となる。
歴代チャンピオン (1994 - 2025)
- 14 (16)  フィル・テイラー (1995 - 2002, 2004 - 2006, 2009 - 2010, 2013)
- 3  マイケル・ヴァン・ガーウェン (2014, 2017, 2019)
- 2 (3)  ジョン・パート (2003, 2008)
- 2  エイドリアン・ルイス (2011 - 2012)
- 2  ゲイリー・アンダーソン (2015 - 2016)
- 2  ピーター・ライト (2020, 2022)
- 1 (2)  デニス・プリーストリー (1994)
- 1 (5)  レイモンド・ファン・バルネフェルト (2007)
- 1  ロブ・クロス (2018)
- 1  ガーウィン・プライス (2021)
- 1  マイケル・スミス (2023)
- 1  ルーク・ハンフリーズ (2024)
- 1  ルーク・リトラー (2025)

### Ladbrokes UKオープン
毎年3月にイギリスのバトリンズ・マインヘッドにおいて、シングル・エリミネイション・トーナメントを160人のプレイヤーが行う。
それぞれのラウンドの後、抽選が行われ、トッププレイヤー達のシードはない。このことにより、"ダーツのFAカップ"という異名を得る。
歴代チャンピオン (2003 - 2025)
- 5  フィル・テイラー (2003, 2005, 2009 - 2010, 2013)
- 3  マイケル・ヴァン・ガーウェン (2015 - 2016, 2020)
- 3  ジェームズ・ウェイド (2008, 2011, 2021)
- 2  レイモンド・ファン・バルネフェルト (2006 - 2007)
- 1  ローランド・ショルテン (2004)
- 1  ロバート・ソーントン (2012)
- 1  エイドリアン・ルイス (2014)
- 1  ピーター・ライト (2017)
- 1  ゲイリー・アンダーソン (2018)
- 1  ネーザン・アスピナル (2019)
- 1  ダニー・ノッパード (2022)
- 1  アンドリュー・ギルディング (2023)
- 1  ディミトリ・バン・デン・バーグ (2024)
- 1  ルーク・リトラー (2025)

### Betfred ワールド・マッチプレイ
PDCで最も長く使われている会場であるブラックプールのウィンター・ガーデンズに、2,000人を超える群衆が集まる。
試合はレッグズ形式で行われ、2レッグズ以上の差がないと、対戦が終わらない。
歴代チャンピオン (1994 - 2025)
- 16  フィル・テイラー (1995, 1997, 2000 - 2004, 2006, 2008 - 2014, 2017)
- 3  マイケル・ヴァン・ガーウェン (2015 - 2016, 2022)
- 2  ロッド・ハリントン (1998 - 1999)
- 1  ラリー・バトラー (1994)
- 1  ピーター・エヴィソン (1996)
- 1  コリン・ロイド (2005)
- 1  ジェームズ・ウェイド (2007)
- 1  ゲイリー・アンダーソン (2018)
- 1  ロブ・クロス (2019)
- 1  ディミトリ・バン・デン・バーグ (2020)
- 1  ピーター・ライト (2021)
- 1  ネーザン・アスピナル (2023)
- 1  ルーク・ハンフリーズ (2024)
- 1  ルーク・リトラー (2025)

### BoyleSports ワールド・グランプリ
1998年、ワールド・グランプリは、世界的なパリの催しに取って代わることとなった。
2001年までは、ケント州ロチェスターのカジノ・ルームズが元々の会場だったが、2001年に、アイルランドのダブリンにあるシティウェスト・ホテルに移された。
このトーナメントは最初のラウンドが短く、そしてどのレッグもブルを含むダブルで開始し、かつ終えなければならない。
この形式は、他の主要なテレビ放映されるどのトーナメントにも、ない。
歴代チャンピオン (1998 - 2024)
- 11  フィル・テイラー (1998 - 2000, 2002 - 2003, 2005 - 2006, 2008 - 2009, 2011, 2013)
- 6  マイケル・ヴァン・ガーウェン (2012, 2014, 2016, 2018 - 2019, 2022)
- 2  ジェームズ・ウェイド (2007, 2010)
- 1  アラン・ウォリナー＝リトル (2001)
- 1  コリン・ロイド (2004)
- 1  ロバート・ソーントン (2015)
- 1  ダリル・ガーニー (2017)
- 1  ガーウィン・プライス (2020)
- 1  ジョニー・クレイトン (2021)
- 1  ルーク・ハンフリーズ (2023)
- 1  マイク・デ・デッカー (2024)

### BetMGM プレミア・リーグ・ダーツ
2005年、Sky Sportsはプレミア・リーグ・ダーツのテレビ番組を開始した。5か月間、PDCの8人の超大物達がイギリス中の様々な会場でリーグ戦でプレイする。
歴代チャンピオン (2005 - 2025)
- 7  マイケル・ヴァン・ガーウェン (2013, 2016 - 2019, 2022 - 2023)
- 6  フィル・テイラー (2005 - 2008, 2010, 2012)
- 2  ゲイリー・アンダーソン (2011, 2015)
- 1  ジェームズ・ウェイド (2009)
- 1  レイモンド・ファン・バルネフェルト (2014)
- 1  グレン・デュラント (2020)
- 1  ジョニー・クレイトン (2021)
- 1  ルーク・リトラー (2024)
- 1  ルーク・ハンフリーズ (2025)

### Mr Vegas グランド・スラム・オヴ・ダーツ
グランドスラムは、2007年に導入され、2つの異なる団体であるPDCとBDOのプレイヤーが共に出演するイギリスで開催される初のトーナメントとなった。
このトーナメントは招待制であり、主要トーナメントにおける決勝や準決勝に到達したプレイヤーやそれぞれのランキング上位のプレイヤーが招かれる。11月中の9日間にわたって開催され、試合に応じてITV1とITV4でライヴ放送される。
ダーツから次々と撤退した1988年以降、2007年のグランド・スラム・オヴ・ダーツはITV初のダーツトーナメントとなった。
2011年からは、Sky Sportsで放送される。
歴代チャンピオン (2007 - 2024)
- 6  フィル・テイラー (2007 - 2009, 2011, 2013 - 2014)
- 3  マイケル・ヴァン・ガーウェン (2015 - 2017)
- 3  ガーウィン・プライス (2018 - 2019, 2021)
- 1  スコット・ウェイツ (2010)
- 1  レイモンド・ファン・バルネフェルト (2012)
- 1  ホセ・デ・ソーサ (2020)
- 1  マイケル・スミス (2022)
- 1  ルーク・ハンフリーズ (2023)
- 1  ルーク・リトラー (2024)

### Ladbrokes プレイヤーズ・チャンピオンシップ・ファイナルズ
2009年に導入されたこのトーナメントは、プレイヤーズ・チャンピオンシップのオーダー・オヴ・メリットにより選ばれた上位64名のプレイヤーによるオープン形式となっている。
歴代チャンピオン (2009 - 2024)
- 7  マイケル・ヴァン・ガーウェン (2013, 2015 - 2017, 2019 - 2020, 2022)
- 3  フィル・テイラー (2009, 2011[1], 2012)
- 2  ルーク・ハンフリーズ (2023 - 2024)
- 1  ポール・ニコルソン (2010)
- 1  ケビン・ペインター (2011[2])
- 1  ゲイリー・アンダーソン (2014)
- 1  ダリル・ガーニー (2018)
- 1  ピーター・ライト (2021)

### Machineseeker ヨーロピアン・チャンピオンシップ
ヨーロピアン・チャンピオンシップは、ヨーロッパのトッププレイヤー達が、PDC オーダー・オヴ・メリットのトッププレイヤー達と戦えるトーナメントである。
2008年にスタートし、賞金総額は2024年からは£600,000となっている。
歴代チャンピオン (2008 - 2024)
- 4  フィル・テイラー (2008 - 2011)
- 4  マイケル・ヴァン・ガーウェン (2014 - 2017)
- 2  ロブ・クロス (2019, 2021)
- 2  ピーター・ライト (2020, 2023)
- 1  サイモン・ウィットロック (2012)
- 1  エイドリアン・ルイス (2013)
- 1  ジェームズ・ウェイド (2018)
- 1  ロス・スミス (2022)
- 1  リッチー・エドハウス (2024)

### BetVictor PDC ワールド・カップ・オヴ・ダーツ
PDC ワールド・カップ・オヴ・ダーツは、2010年に始まった3つの新しいトーナメントの1つであり、40カ国のプレイヤーが参加し、賞金総額は£450,000、予選通過者はPDC オーダー・オヴ・メリットによって決められる。
歴代チャンピオン (2010 - 2025)
- 5  イングランド (2012 - 2013, 2015 - 2016, 2024)
- 4  オランダ (2010, 2014, 2017 - 2018)
- 2  スコットランド (2019, 2021)
- 2  ウェールズ (2020, 2023)
- 1  オーストラリア (2022)
- 1  北アイルランド (2025)

### PDC Winmau ワールド・ユース・チャンピオンシップ
ワールド・ユース・チャンピオンシップは、2010年に始まった3つの新しいトーナメントの1つであり、BDOとPDC、どちらの団体に所属していても、16歳以上25歳以下なら、全てのダーツプレイヤーが参加できるオープンである。
決勝戦は、プレイヤーズ・チャンピオンシップ・ファイナルズの決勝戦の前に、Sky Sportsにおいて生放送される。
この2人の決勝戦進出者は、翌年 (決勝戦が行われた年) と翌々年のPDC ProTourのカード・ホルダーとなり、また、このトーナメントの開催パートナーであるRileys Dartzonesからスポンサーシップを受けられる。
彼らは、決勝戦を行う前に、グランド・スラム・オヴ・ダーツにも、招待される。
歴代チャンピオン (2011 - 2024)
- 2  ディミトリ・バン・デン・バーグ (2017 - 2018)
- 1  アロン・モンク (2011)
- 1  ジェームズ・ハバード (2012)
- 1  マイケル・スミス (2013)
- 1  キーガン・ブラウン (2014)
- 1  マックス・ホップ (2015)
- 1  コリー・カドビー (2016)
- 1  ルーク・ハンフリーズ (2019)
- 1  ブラッドリー・ブルックス (2020)
- 1  テッド・エベッツ (2021)
- 1  ジョシュ・ロック (2022)
- 1  ルーク・リトラー (2023)
- 1  ジャン・ヴァン・ヴィーン (2024)

### Cazoo マスターズ
マスターズは2013年に初めて開催され、フィル・テイラーが記念すべき第1回のチャンピオンとなった。PDCオーダー・オブ・メリットの上位16名によるトーナメントだったが、2021年度の大会から参加者は上位24名に増加した。この形式では、PDCオーダー・オブ・メリット上位8名が第2ラウンドからの出場となり、9位~24位の16名で第1ラウンドを戦う。なお、この大会は、PDCオーダー・オブ・メリットにその成績が反映されない、非ランキングトーナメントである。
歴代チャンピオン (2013 - 2024)
- 5  マイケル・ヴァン・ガーウェン (2015 - 2019)
- 1  フィル・テイラー (2013)
- 1  ジェームズ・ウェイド (2014)
- 1  ピーター・ライト (2020)
- 1  ジョニー・クレイトン (2021)
- 1  ジョー・カレン (2022)
- 1  クリス・ドビー (2023)
- 1  スティーブン・バンティング (2024)

### Jack’s ワールドシリーズ・オブ・ダーツ・ファイナルズ
2013年から始まったワールドシリーズ・オブ・ダーツに続く形で2015年から開催されたこの大会では、年間を通して世界中で行われるワールドシリーズ・オブ・ダーツのランキング(ワールドシリーズ・オーダー・オブ・メリット)の上位8名と、PDCからの招待選手8名、及びツアーカード・ホルダー予選を勝ち上がってきた8名の計24名のトーナメントで行われる。この大会での賞金はPDCオーダー・オブ・メリットには反映されない。賞金総額は2024年から£400,000となっている。
歴代チャンピオン (2015 - 2024)
- 5  マイケル・ヴァン・ガーウェン (2015 - 2017, 2019, 2023)
- 2  ガーウィン・プライス (2020, 2022)
- 1  ジェームズ・ウェイド (2018)
- 1  ジョニー・クレイトン (2021)
- 1  ルーク・リトラー (2024)

## 過去のトーナメント

### ラスベガス・デザート・クラシック
ラスベガス・デザート・クラシックは、ネヴァダ州ラスベガスのマンダレイ・ベイ・リゾート・アンド・カジノで毎年7月に開催されていた。
歴代チャンピオン (2002 - 2009)
- 5  フィル・テイラー (2002, 2004 - 2005, 2008 - 2009)
- 1  ピーター・マンリー (2003)
- 1  ジョン・パート (2006)
- 1  レイモンド・ファン・バルネフェルト (2007)

### USオープン (プレミア・イヴェント)
USオープンは、2007年にワールド・シリーズ・オヴ・ダーツに取って代わり、導入された。
ワールド・シリーズは、2006年のみの開催であり、このトーナメントでアメリカ人プレイヤーが優勝したら、$1,000,000の賞金が提供されることになっていた。
しかし、アメリカ人プレイヤーの16人中15人が、第1ラウンドで負けてしまう。
USオープンは、イギリスで初めてSky以外のチャネルで放送されたPDCのトーナメントである。
Challengeは、5月19日、20日に初開催のUSオープンを放送し、フィル・テイラーが2006年のワールド・シリーズの優勝に加え、このタイトルを取得した。
2008年大会は、Nuts TVで放映された。
2009年からは、プレイヤーズ・チャンピオンシップスの1つとなったが、他のプレイヤーズ・チャンピオンシップスとは扱いが異なっていた。
しかし、2010年から、USオープンと言う名前は残ったものの、完全にプレイヤーズ・チャンピオンシップスの1つとなる。
歴代チャンピオン (2007 - 2008)
- 2  フィル・テイラー (2007 - 2008)

### Partypoker.net ジャーマン・ダーツ・チャンピオンシップ
ジャーマン・ダーツ・チャンピオンシップは2007年にスタートした。
ドイツのノルトライン＝ヴェストファーレン州ハレのゲリー・ヴェーバー Event & Convention Centerにおいて行われる。
歴代チャンピオン (2007 - 2009)
- 2  フィル・テイラー (2007, 2009)
- 1  コ・ストンプ (2008)

### チャンピオンシップ・リーグ・ダーツ
2008年にスタートしたチャンピオンシップ・リーグ・ダーツは、PDC オーダー・オヴ・メリットの上位の8人に漏れてしまったプレイヤーにも、チャンピオンシップに参加するチャンスを提供することを特徴とする。
インターネット放送のみの最初のトーナメントでもある。
歴代チャンピオン (2008 - 2013)
- 4  フィル・テイラー (2008, 2011 - 2013)
- 1  コリン・オズボーン (2009)
- 1  ジェームズ・ウェイド (2010)

### PDC Unicorn ウィメンズ・ワールド・チャンピオンシップ
ウィメンズ・ワールド・チャンピオンシップは、BDOとPDC、どちらの団体所属であろうとも、全ての女性プレイヤーが参加できるオープン形式の大会である。
フロアトーナメントで32人の予選通過者が最後の2人になるまでプレイし、決勝戦はワールド・マッチプレイの決勝戦の前にSky Sportsでテレビ生中継される。
この2人の決勝戦進出者は、翌年と翌々年のPDC ProTourのカード・ホルダーとなる。
彼女らは、その年のグランド・スラム・オヴ・ダーツにも、招待される。
2010年、初開催のPDC ウィメンズ・ワールド・チャンピオンシップは、トリシア・ライトに6-5で勝利したステイシー・ブランバーグがチャンピオンとなった。
この試合は、2010年ブラックプールで開催されたワールド・マッチプレイの準決勝後に行われた。
ブランバーグは、最初3-5と負けていたが、見事6-5と逆転した。
歴代チャンピオン (2010)
- 1  ステイシー・ブランバーグ (2010)

### チャンピオンズリーグ・オブ・ダーツ
2016年初開催のこの大会は、PDCオーダー・オブ・メリットの上位8名が参加した。4人ずつ2グループに分かれて2日間のグループステージが行われた後、各グループ上位2名ずつがノックアウトステージに進出する。4年間にわたって開催され、毎年異なるチャンピオンが誕生した。また、この大会は、世界で最も古い国営放送局であるBBC(英国放送協会)によって放送された、最初のPDCのイベントでもある。
歴代チャンピオン (2016 - 2019)
- 1  フィル・テイラー (2016)
- 1  メンサー・スルホビック (2017)
- 1  ゲイリー・アンダーソン (2018)
- 1  マイケル・ヴァン・ガーウェン (2019)

## 他のトーナメントやコンテスト

### PDC ProTour
PDC ProTourは、テレビ放映されない1日で終了するトーナメントの一連である。
それぞれのトーナメントの賞金総額は、£31,600であり、アリーナのフロアで32台のボードを稼働させるのを特徴としている。
それゆえ、"フロア・トーナメント"の異名を持つ。
他のトーナメントに比べて短い対戦とフロアで行うことにより、テレビ放映されるイヴェントとは異なるプレッシャーがかかり、結果も違った物となりやすい。
例えば、バリー・ベイツは、2006年のPDC Floor Player of the Yearであったし、コリン・ロイドやミック・マクゴワンも、ノミネイトされていた。
しかし、誰も、その年のプレミア・イヴェントでチャンピオンになってはいない。
2011年のPDC Calendarでは、31のプレイヤーズ・チャンピオンシップスと8のUKオープン・リージョナル・ファイナルズを予定している。
2011年より、プレイヤーは、ProTourイヴェントの自動エントリーを得るためのツアー・カードを保持していなければならない。
2011年は、120枚のカードが、以下のように配布される。
- PDC オーダー・オヴ・メリットより、上位88名 (さらに、少なくとも10試合以上出場したプレイヤー)
- BDO Lakeside チャンピオンシップより、上位4名 (準決勝以上に出場したプレイヤー)
- PDC Unicorn アンダー21 ワールド・チャンピオンシップより、上位2名 (決勝出場プレイヤー)
- PDC Unicorn ウィメンズ・ワールド・チャンピオンシップより、上位2名 (決勝出場プレイヤー)
- 2011年1月のPDC ProTour Q Schoolより、上位24名

### チャンピオン・ヴァーサス・チャンピオン
PDCとBDO、それぞれのワールド・チャンピオンを招待して、直接対決を2回行った。
世紀の対決と称され、1993年のダーツ団体の分裂から、初めて非公式だが明白な形でワールド・チャンピオンを決定するため、1999年11月7日、ウェンブリー・アリーナにおいて、フィル・テイラーが、21-10でレイモンド・ファン・バルネフェルトを打ち破った。
他の頂点対決では、2004年11月21日、サーカス・タバーンで行われ、Sky Box Officeで初めてダーツでペイ・パー・ヴュー方式で放映され、アンディ・フォーダムが脱水症状により、試合中にリタイアせねばならなかったため、またしてもフィル・テイラーの勝利となった。
今回は、体調不良による相手のリタイアでの勝利といえども、フィル・テイラーは、この試合が予測不可能な中止となる前、5-2 (セッツ) で、この対戦をリードしていた。
イメージ・アップで解説した通り、試合中は非常に温度が高くなり、この物凄い熱が、191kg (420lbs/30-stone) のフォーダムに被害をもたらした。
この後、フォーダムが医者に行くと、アルコールの飲み過ぎで、彼の肝臓の75%は死んでいるという事も判明した。

### プロモウション・ヴァーサス・プロモウション
2005年2月7日からオランダのヘンヘロにあるExpoCenterで行われたマスターズ・オヴ・ダーツは、PDCとBDOの両サーキットから4人のトップ・プレイヤーを招集した。
2つの団体に別れてから初めて行われた、大きな対決トーナメントとなった。
プレイヤーは、自分が所属しない団体の全てのプレイヤーと戦い、勝利すると1点もらえる。
この結果、自分の団体の1位のプレイヤーは、相手の団体の2位のプレイヤーと準決勝で戦うことになっていた。
PDCのメンバーは、コリン・ロイド、ウェイン・マードル、ローランド・ショルテン、そしてフィル・テイラーであった。
一方、BDOのメンバーは、トニー・デイヴィッド、アンディ・フォーダム、コ・ストンプ、そして、レイモンド・ファン・バルネフェルトであった。
決着のついていない2004年の頂上対決の再対戦において、フィル・テイラーは、決勝の対アンディ・フォーダム戦で、7-1という圧倒的な勝利を収め、初代マスターズ・オヴ・ダーツのチャンピオンに輝いた。
当時のBDO ワールド・チャンピオンであったレイモンド・ファン・バルネフェルトに4-0と5-2で勝利するのも含めて、負け無しのテイラーはこのイヴェントの全課程において、5セッツしか落とさなかった。
このイヴェントは、オランダのテレビ局RTL 5で放送された。
驚くべきことに、このような興味深いイヴェントをイギリスの放送局は、どこも放送しなかった。
このトーナメントは、2006年は開催されなかったが、2007年2月に5対5のオランダ対イングランドの対決として、再び開催された。
もともとは、PDCとBDOの混合戦としてアナウンスされていたが、このイヴェントが始まるまでに、BDO側のプレイヤーが、PDCに移籍していたため、このような対決となった。

### オランダのBDO開催トーナメント
1997年のトムリン・オーダーにより、プレイヤーは、ワールド・チャンピオンシップを除いて、PDCとBDOのどちらのイヴェントでも自由に参加できることになっていた。
しかし、実際そうするプレイヤーは少なく、プレイヤー自身が、自分の所属する団体でプレイし、この分裂をまたぐことはまれであった。
しかし、2006 ダッチ・オープンでは、あまり知られていないPDCのプレイヤーが、このBDOのトーナメントに出場したことに関する論争が、あった。
このトーナメントを開催したNDBは、ラスト64まで残ったトーマス・セイラーとマーヴィン・キングと対戦することになっていたラスト32まで駒を進めたエリック・クラーリス、そしてニールス・デ・ライテルの各PDCのプレイヤーを失格とした。
NDBの声明は、何年も続くWDFのルールに従えば、テレビで生放送されるイヴェントに参加するPDCのプレイヤーは、WDFのトーナメントに参加できない、というものであった。
この場合は、それに当てはまっておらず、2006年5月30日、WDFは、このルールは間違って解釈されており、個々のトーナメントに出場資格を設定していないとの声明を出さざるを得なくなった。
翌年の2007 ダッチ・オープンでは、BDO ワールド・チャンピオンシップとワールド・マスターズに出場できる選手のみがプレイできると、ルールが改められた。
SBS6は、2006年から2010年の間における2つのテレビ放映トーナメント、インターナショナル・ダーツ・リーグ (IDL) とワールド・ダーツ・トロフィ (WDT) に、それぞれ5人のPDCプレイヤーを呼ぶという同意を得た。
レイモンド・ファン・バルネフェルトの祖国での人気も、オランダの開催者にPDCプレイヤーを招待することを決断させた一因となっているだろう。
しかし、この2つのイヴェントは、PDCプレイヤーが勝利した2006年 (バルネフェルトがIDL、テイラーがWDT) と、BDO/WDFプレイヤーが勝利した2007年 (どちらも、ゲイリー・アンダーソン) しか続かなかった。
PDCは、2008年からIDLとWDTへプレイヤーの参加を取りやめ、翌年から開催されなかった。

## PDC ホール・オヴ・フェイム
2005年に、PDCは、ダーツに顕著な貢献をした個人を讃えるため、他のスポーツと同様にダーツの殿堂であるPDC ホール・オヴ・フェイムを導入した。
最初に殿堂入りしたのは、1980年代と90年代初期を通して、最高のライヴァルであったエリック・ブリストウとジョン・ロウである。
80年代においては、毎年、彼らのどちらかは、ワールド・チャンピオンシップの決勝に進出していたし、その中の3回は、彼らの対戦となっていた。
現在、この殿堂は、2007年1月9日に初めて開催されたPDC Awards Dinnerにおいて、発表される。
PDC ホール・オヴ・フェイムは、以下の通りである。
- 2005 エリック・ブリストウ (5度のワールド・チャンピオンとPDC設立のキー・プレイヤーであったことに対して)
- 2005 ジョン・ロウ (3つの異なる10年間に、3度ワールド・チャンピオンになったことに対して)
- 2006 フレディー・ウィリアムズ (2006年に69歳で引退するまでの35年間、ダーツ・トーナメントにおいて、コーラー、スコアラー、レフェリーを務めてきたことに対して)
- 2007 フィル・ジョーンズ (2007 ワールド・チャンピオンシップの後に引退するまで、Sky Sportsで発足からPDCのトーナメントにおいて司会を務めてきたことに対して)
- 2007 ジョン・レイビー[16] (トーナメントのスポンサーシップを含め、PDCのダーツにおける重要なサポータであったJR Dartsの社長であったことに対して)
- 2008 デイヴ・ラニング (初めてのPDCのトーナメントがSky Sportsで放送されたときから、ダーツのコメンテイターであることに対して)
- 2008 シド・ワデル (1994年から、Sky SportsのPDCが開催するトーナメントにおけるダーツのコメンテイターであることに対して)
- 2009 デニス・プリーストリー (前立腺癌の治療を受けながらも、2度のワールド・チャンピオンになったことに対して)
- 2010 ディック・アリックス (設立時より、イヴェント・ディレクターとして、PDCへ貢献してきたことに対して)
- 2010 トミー・コックス (設立時より、トーナメント・ディレクターとして、PDCへ貢献してきたことに対して)
- 2011 フィル・テイラー (15度のワールド・チャンピオンとPDCの設立メンバーであることに対して) [17]
- 2013 ブルース・スペンドリー (PDCの審判としての長年の功績と、その貢献に対して)
- 2014 ジョン・グウィン (PDC及びSky Sportsのコメンテーターとしての長年の功績と、その貢献に対して)
- 2017 ジョン・パート (3度のワールド・チャンピオン及び史上初のヨーロッパ以外からのワールド・チャンピオンになったことに対して)
- 2018 デイブ・クラーク (PDC及びSky Sportsのコメンテーターとしての長年の功績と、その貢献に対して)
- 2019 ロッド・ハリントン (PDCの設立メンバー及び2度のワールド・マッチプレー・チャンピオンであったことに対して)
- 2021 バリー・ハーン (PDCの会長として長年、ダーツ界の発展に貢献してきたことに対して)

## 参照・注釈
1. ↑  唯一、歴代ワールド・チャンピオンの中で、1978年の初代チャンピオンであるレイトン・リースだけは、この中に入っていないが、このとき、彼は、既に引退している。
2. ↑  PDC History PDC
3. ↑  PDPA - HISTORY OF DARTS PDPA
4. ↑  The Split Archived 2007年6月23日, at the Wayback Machine. Alan "The Iceman" Warriner
5. ↑  LAKESIDE WORLD PROFESSIONAL CHAMPIONSHIP ~ MEN’S PLAYING RULES & FORMAT BDO
6. 1 2 3  Frequently Asked Questions PDC
7. ↑  Las Vegas Open Darts Database
8. ↑  King fury as darts chiefs turn up heat dailymail.co.uk
9. ↑  World Darts Organizations ADO
10. ↑  日本では、J SPORTSにて放送される。
11. ↑  Joy For Wright & Bromberg PDC
12. ↑  当時のランキング制度は、現在のPDC オーダー・オヴ・メリットとは異なり、プレミア・イヴェントでチャンピオンになれなくても、テレビ放映されないような小さなイヴェントに頻繁に出場し、ポイントを稼いだコリン・ロイドが、1位であった。
13. ↑  2011 PDC Calendar Releaed PDC
14. ↑  World Darts Federation Statement on player eligibility WDF
15. ↑  Agreement regarding PDC players in Dutch Tournaments boards.ie
16. ↑  レイビーは、運動ニューロン疾患により、後の2008年6月に亡くなった。
17. ↑  Taylor Wins Awards Treble PDC